# 13262 Ruhiyusuf
13262 Ruhiyusuf è un asteroide della fascia principale. Scoperto nel 1998, presenta un'orbita caratterizzata da un semiasse maggiore pari a 2,3773852 au e da un'eccentricità di 0,1014518, inclinata di 6,32361° rispetto all'eclittica.